# NGC 3892
NGC 3892 ist eine linsenförmige Galaxie vom Hubble-Typ SB0-a im Sternbild Becher. Sie ist schätzungsweise 74 Millionen Lichtjahre von der Milchstraße entfernt.
Das Objekt wurde am 4. März 1786 von William Herschel entdeckt.